# Ga tòa thị chính (Seoul)
Ga Tòa thị chính Seoul (Tiếng Hàn: 시청역, Tiếng Anh: City Hall, Hanja: 市廳驛) là ga là ga tàu điện ngầm và ga trung chuyển cho Tàu điện ngầm vùng thủ đô Seoul tuyến 1 và Tàu điện ngầm Seoul tuyến 2, kéo dài giữa Sogong-dong và Myeong-dong, Jung-gu, Seoul, Hàn Quốc.

## Lịch sử
- 15 tháng 8 năm 1974: Bắt đầu hoạt động với tên gọi Ga trước Tòa thị chính với việc khai trương Ga Seongbuk ~ Ga Incheon của Tàu điện ngầm Seoul tuyến 1
- 30 tháng 6 năm 1983: Tên ga được đổi từ Ga trước Tòa thị chính thành Ga Tòa thị chính.
- 22 tháng 5 năm 1984: Nó trở thành ga trung chuyển với phần mở rộng của đoạn Ga Đại học Quốc gia Seoul ~ Ga Euljiro 1(il)-ga trên Tàu điện ngầm Seoul tuyến 2.

## Bố trí ga

### Tuyến số 1 (B2F)
| ↑ Jonggak |
| \| S/B    |
| Seoul ↓   |

| Hướng Bắc | ● Tuyến 1 | ← Hướng đi Jongno 3(sam)-ga · Dongdaemun · Sinseol-dong · Cheongnyangni · Đại học Kwangwoon · Uijeongbu · Yeoncheon |
| Hướng Nam | ● Tuyến 1 | → Hướng đi Seoul · Bucheon · Incheon · Suwon · Seodongtan · Cheonan · Sinchang →                                    |

Phạm vi có thể đạt được mà không cần chuyển
| Hướng lên | Hướng lên | Ga hiện tại   | Hướng xuống | Hướng xuống | Hướng xuống | Hướng xuống |
| Yeoncheon | ←         | Tòa thị chính | →           | Incheon     | Cheonan     | Sinchang    |

| Tuyến và hướng                              | Chuyển tuyến nhanh |
| ------------------------------------------- | ------------------ |
| Tuyến 1 (Hướng Yeoncheon) → Tuyến 2         | 10-4               |
| Tuyến 1 (Hướng Incheon, Sinchang) → Tuyến 2 | 1-1                |

### Tuyến số 2 (B3F)
| Chungjeongno ↑           |
| Vòng trong Vòng ngoài \| |
| ↓ Euljiro 1(il)-ga       |

| Vòng ngoài | ● Tuyến 2 | ← Hướng đi Sinchon · Đại học Hongik · Văn phòng Yeongdeungpo-gu · Sindorim |
| Vòng trong | ● Tuyến 2 | → Hướng đi Euljiro 3(sam)-ga · Wangsimni · Seongsu · Jamsil →              |

| Tuyến và hướng                                  | Chuyển tuyến nhanh |
| ----------------------------------------------- | ------------------ |
| Tuyến 2 (Vòng ngoài: Hướng Sinchon) → Tuyến 1   | 10-4               |
| Tuyến 2 (Vòng trong: Hướng Wangsimni) → Tuyến 1 | 1-1                |

## Địa điểm
Bảo tàng nghệ thuật Seoul rất gần đây. Bảo tàng đã tổ chức nhiều cuộc triển lãm đặc biệt trưng bày tác phẩm của van Gogh, Monet, René Magritte,... Ở đây có 3 trụ sở chính của báo hằng ngày 3, Chosun Ilbo, Donga Ilbo và Kyunghyang Shinmun, nằm gần tòa thị chính. Ngoài ra, khách sạn Seoul Plaza nằm trên đường với tòa thị chính.

## Xung quanh nhà ga
| Lối ra \| 나가는 곳 \| Exit \| 出口 | Lối ra \| 나가는 곳 \| Exit \| 出口 |
| ----------------------------------- | --- |
| 1                                   | Tòa thị chính Seoul Tòa nhà Seosomun Bảo tàng nghệ thuật Seoul Cung điện Deoksugung |
| 2                                   | Tòa thị chính Seoul Tòa nhà Seosomun Bảo tàng nghệ thuật Seoul Cung điện Deoksugung Nhà hát Jeongdong Bảo tàng Nghệ thuật Đương đại và Hiện đại Quốc gia · Cung điện Deoksugung                                                                                               |
| 3                                   | Hội đồng thành phố Seoul Trụ sở Chosun Ilbo Trường tiểu học Deoksu Tòa nhà Gwanghwamun Bảo tàng nghệ thuật Sehwa Nhà thờ Giám mục Seoul Phòng triển lãm kiến trúc đô thị Seoul Quảng trường Gwanghwamun                                                                       |
| 4                                   | Trụ sở chính Donga Ilbo Bảo tàng nghệ thuật Ilmin Quảng trường Cheonggye · Cheonggyecheon cầu Mojeongyo Báo Seoul (Trung tâm Báo chí Hàn Quốc) Tòa thị chính Seoul (Tòa thị chính) Cơ quan tài chính toàn diện Hàn Quốc (KINFA) Hướng tới Ga Gwanghwamun Hướng tới Ga Jonggak |
| 5                                   | Tòa thị chính Seoul (Tòa thị chính) Thư viện Seoul · Quảng trường Seoul Quỹ hy vọng tôn trọng cuộc sống Hàn Quốc |
| 6                                   | Quảng trường Seoul Khách sạn Hanwha The Plaza Hướng tới Ga Euljiro 1(il)-ga Hướng tới Myeong-dong |
| 7                                   | Trung tâm cộng đồng Sogong-dong Bưu điện Sogong-dong Hướng tới chợ Namdaemun Hướng tới cổng Sungnyemun |
| 8                                   | Hướng đi cầu Yeomcheongyo Hướng tới cổng Sungnyemun Trụ sở chính Ngân hàng Shinhan Tòa thị chính Seoul Tòa nhà Seosomun 2 Hướng tới Ga Seoul |
| 9                                   | Uiju-ro 2-ga Công viên lịch sử Seosomun Nhật báo kinh tế Hàn Quốc Hướng đi Ga Chungjeongno |
| 10                                  | Trường trung học nữ sinh Ewha · Trường trung học ngoại ngữ Ewha Trường trung học nữ sinh Changdeok Trường Yewon Bảo tàng nghệ thuật Seoul |
| 11                                  | Tòa nhà phụ của Hội đồng Thành phố Seoul Trung tâm An toàn Công cộng Seosomun Trung tâm Máu Trung ương Chữ thập đỏ Hàn Quốc |
| 12                                  | Tòa thị chính Seoul Tòa nhà Seosomun Cung điện Deoksugung |

## Thay đổi hành khách
| Năm                                        | Số lượng hành khách (người) | Số lượng hành khách (người) | Tổng cộng | Ghi chú |        |         |  |
| ------------------------------------------ | --------------------------- | --------------------------- | --------- | ------- | ------ | ------- |  |
| Năm                                        | 1994                        | 76,823                      | Tổng cộng | Ghi chú | 68,249 | 145,072 |  |
| 1995                                       | 69,414                      | 62,209                      | 131,623   |         |        |         |  |
| 1996                                       | 62,670                      | 60,958                      | 123,628   |         |        |         |  |
| 1997                                       | 52,560                      | 45,328                      | 97,888    |         |        |         |  |
| 1998                                       | 51,332                      | 40,862                      | 92,194    |         |        |         |  |
| 1999                                       | —                           | —                           | —         |         |        |         |  |
| 2000                                       | 46,715                      | 44,238                      | 90,953    |         |        |         |  |
| 2001                                       | 46,484                      | 46,597                      | 93,081    |         |        |         |  |
| 2002                                       | 46,372                      | 49,214                      | 95,586    |         |        |         |  |
| 2003                                       | 45,471                      | 48,950                      | 94,421    |         |        |         |  |
| 2004                                       | 46,848                      | 50,063                      | 96,911    |         |        |         |  |
| 2005                                       | 46,412                      | 49,638                      | 96,050    |         |        |         |  |
| 2006                                       | 47,561                      | 50,763                      | 98,324    |         |        |         |  |
| 2007                                       | 48,299                      | 52,243                      | 100,542   |         |        |         |  |
| 2008                                       | 49,476                      | 52,463                      | 101,939   |         |        |         |  |
| 2009                                       | 47,211                      | 50,138                      | 97,349    |         |        |         |  |
| 2010                                       | 46,122                      | 50,877                      | 96,999    |         |        |         |  |
| 2011                                       | 45,871                      | 51,656                      | 97,527    |         |        |         |  |
| 2012                                       | 44,769                      | 51,353                      | 96,122    |         |        |         |  |
| 2013                                       | 48,501                      | 54,503                      | 103,004   |         |        |         |  |
| 2014                                       | 49,144                      | 50,939                      | 100,083   |         |        |         |  |
| 2015                                       | 49,416                      | 50,169                      | 99,585    |         |        |         |  |
| 2016                                       | 52,037                      | 50,576                      | 102,613   |         |        |         |  |
| 2017                                       | 50,358                      | 47,067                      | 97,425    |         |        |         |  |
| 2018                                       | 49,487                      | 47,935                      | 97,422    |         |        |         |  |
| 2019                                       | 52,611                      | 50,005                      | 102,616   |         |        |         |  |
| 2020                                       | 33,415                      | 35,293                      | 68,708    |         |        |         |  |
| 2021                                       | 32,953                      | 33,651                      | 66,604    |         |        |         |  |
| 2022                                       | 41,356                      | 39,051                      | 80,407    |         |        |         |  |
| 2023                                       | 49,190                      | 45,651                      | 94,841    |         |        |         |  |
| Nguồn                                      |                             |                             |           |         |        |         |  |
| : Phòng dữ liệu Tổng công ty Vận tải Seoul |                             |                             |           |         |        |         |  |

## Tai nạn – Sự cố
- Vào khoảng 7 giờ tối ngày 13 tháng 9 năm 2000, một sự cố đã xảy ra trên cầu thang của lối đi chuyển tiếp giữa Tuyến 1 và Tuyến 2 khi Lee, một nam sinh trung học năm thứ ba, đá vào lưng ông Yeom Mo, 77 tuổi, khiến ông bị thương khiến ông ta ngã xuống cầu thang và chết. Trong lúc xảy ra vụ việc, ông Yeom bị xuất huyết não và được chuyển đến Bệnh viện Kangbuk Samsung gần đó để phẫu thuật não nhưng đã qua đời vào khoảng 3 giờ sáng ngày 15 tháng 9, khoảng một ngày sau đó. Vì vậy, ban đầu Lee bị bắt vì tội hành hung, nhưng lại chuyển thành tội hành hung gây chết người, lệnh bắt lại được thi hành. Sự việc bắt đầu khi Lee và mẹ sau khi đến thăm mộ ở Chuncheon, đã đi tuyến số 1 đến Ga Seoul từ Ga Seongbuk (nay là Ga Đại học Kwangwoon) và ngồi vào ghế dành cho người già sau đó vài điểm dừng, ông Yeom ngồi vào ghế dành cho người già đối diện với Lee. Khi đến Ga Tòa thị chính, Lee theo ông Yeom xuống và xảy ra tranh cãi.[5][6]
- Ngày 11 tháng 9 năm 2002: Dịch vụ trên Tuyến 1 bị tạm dừng trong một giờ do những người khuyết tật nặng biểu tình bằng cách chiếm giữ đường ray tại Ga Tòa thị chính.
- Ngày 24 tháng 9 năm 2003: Tại Ga Tòa thị chính trên Tuyến 2, người khuyết tật đã bất ngờ tổ chức chiếm đóng đường ray tàu điện ngầm, yêu cầu đảm bảo khả năng di chuyển và dịch vụ xe lửa trên Tuyến 2 hướng tới Sinchon đã bị tạm dừng trong 30 phút.
- Trong chuyến thăm của Giáo hoàng Francis tới Hàn Quốc vào ngày 16 tháng 8 năm 2014, tất cả các chuyến tàu đều đi qua Ga Gwanghwamun, Ga Tòa thị chính và Ga Gyeongbokgung mà không dừng lại trong một giờ bắt đầu lúc 12:30 trưa do lễ phong chân phước cho vị tử đạo thứ 124. Người ta nói rằng vào thời điểm tàu Tuyến 2 đi qua Ga Tòa thị chính, thông báo cuối cùng đã được đưa ra tại Ga Euljiro 1-ga.
- Ngày 24 tháng 2 năm 2016, mặt đất gần lối ra số 9 ga Tòa thị chính bị lún khoảng 10cm. Nguyên nhân được cho là do đường ống nước thải đã cũ.[7]
- Vào ngày 9 tháng 8 năm 2023, một chiếc hộp khả nghi được phát hiện và kiểm soát trong nhà vệ sinh của Ga Tòa thị chính, nhưng thực chất nó là một hộp bánh rán.[8]
- Vào ngày 1 tháng 7 năm 2024, một chiếc xe lao lên vỉa hè ở ngã tư gần ga Tòa thị chính khiến 15 người thương vong.[9]

## Hình ảnh

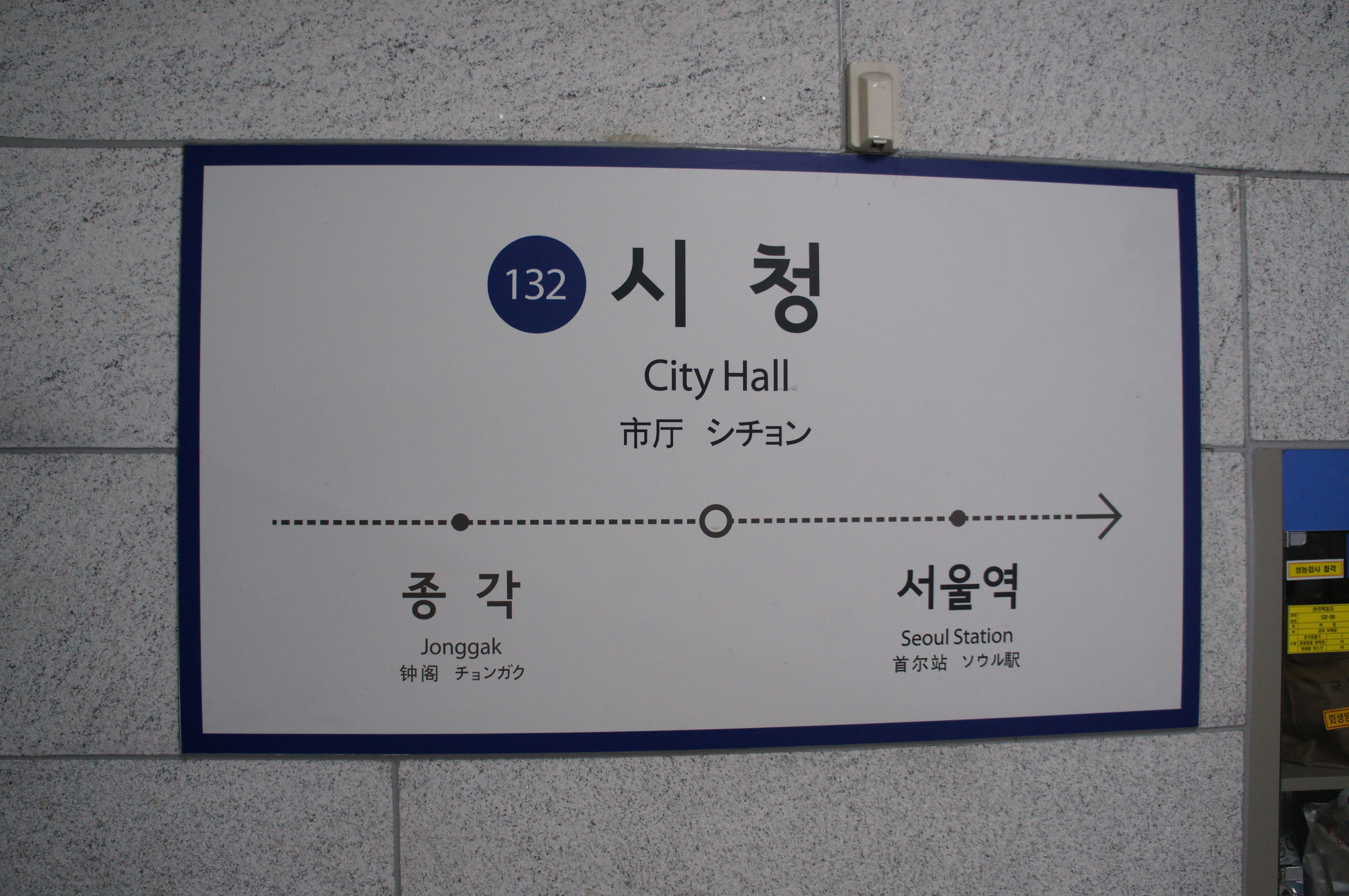
Bảng tên ga tuyến 1 hướng Sinchang Seodongtan
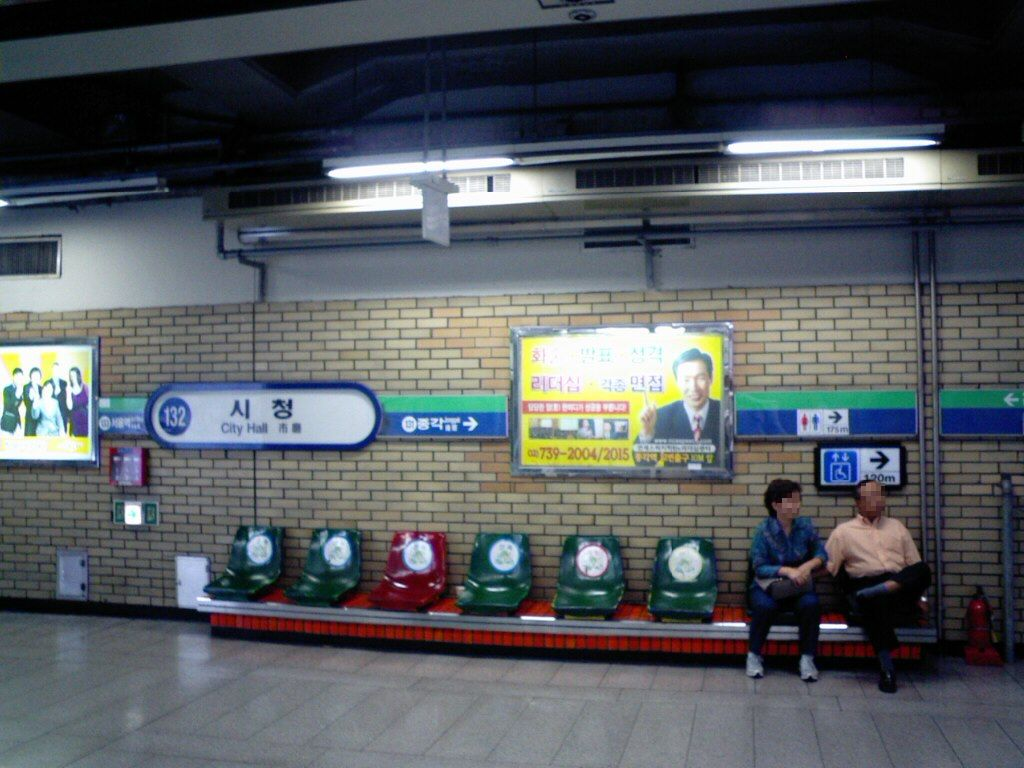
Sân ga hướng Yeoncheon Tuyến 1 (trước khi lắp đặt cửa lưới và thay thế bảng tên nhà ga, trong thời kỳ Seoul Metro)
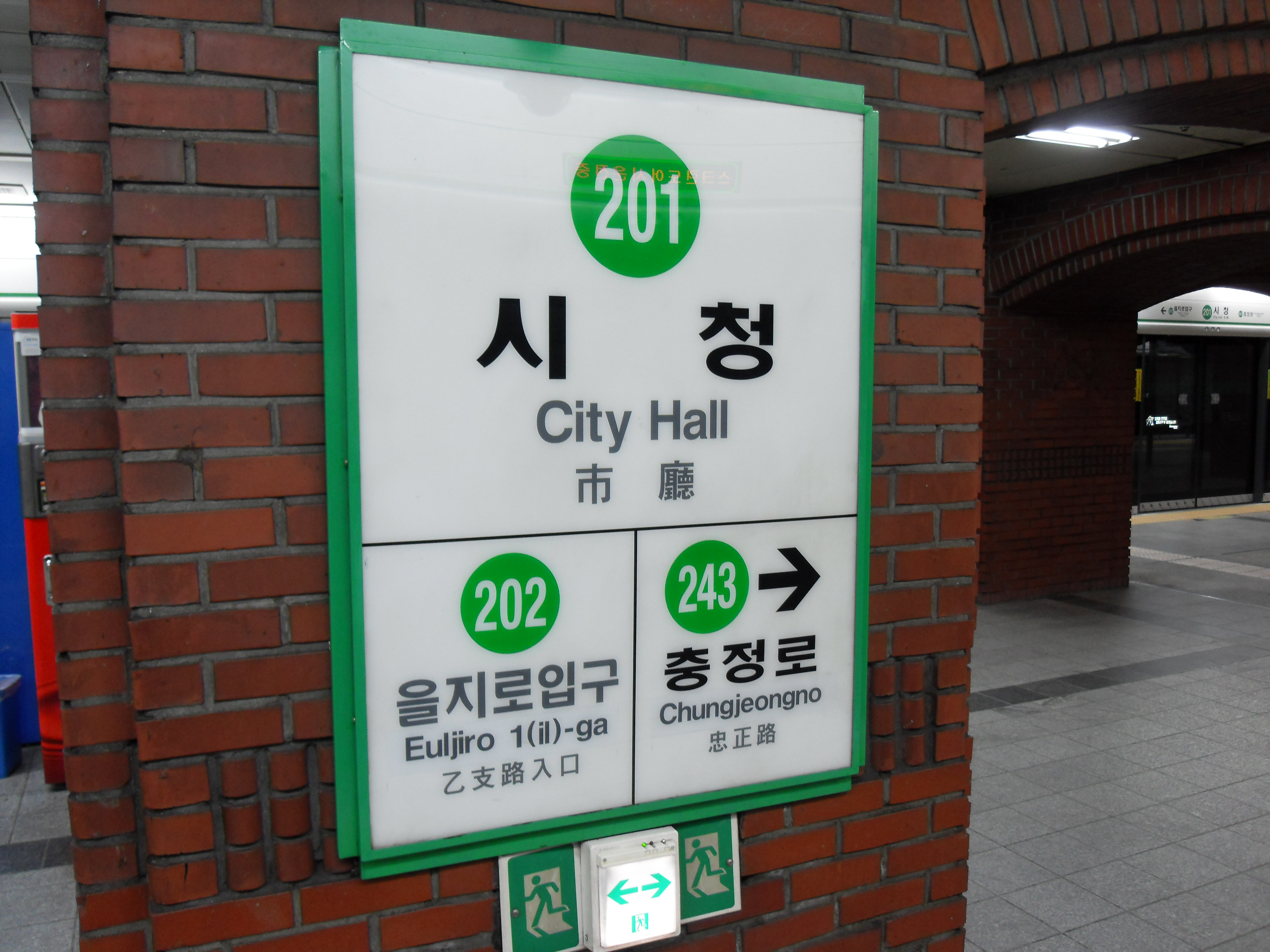
Bảng tên ga vòng ngoài tuyến 2 (trước khi thay đổi phông chữ, trong thời kỳ Seoul Metro)
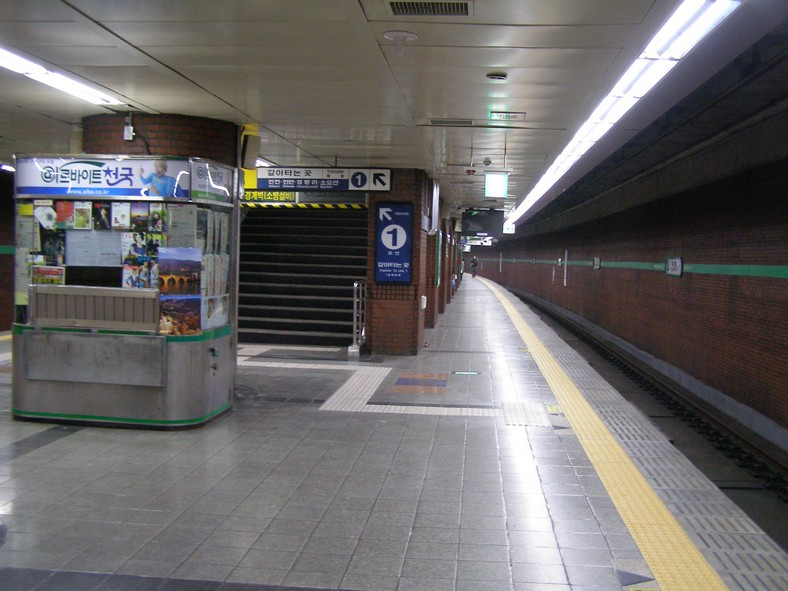
Sân ga vòng trong của Tuyến 2 (trước khi lắp đặt cửa lưới và thay đổi phông chữ, trong thời kỳ Seoul Metro)
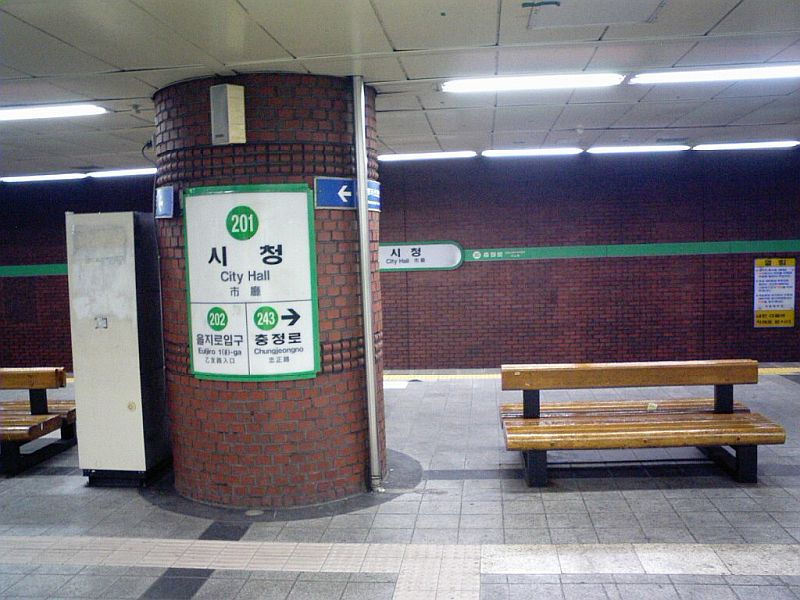
Bảng tên ga vòng ngoài của Tuyến 2 (trước), sân ga vòng trong (sau) (trước khi lắp đặt cửa lưới và thay đổi phông chữ, thời Seoul Metro)
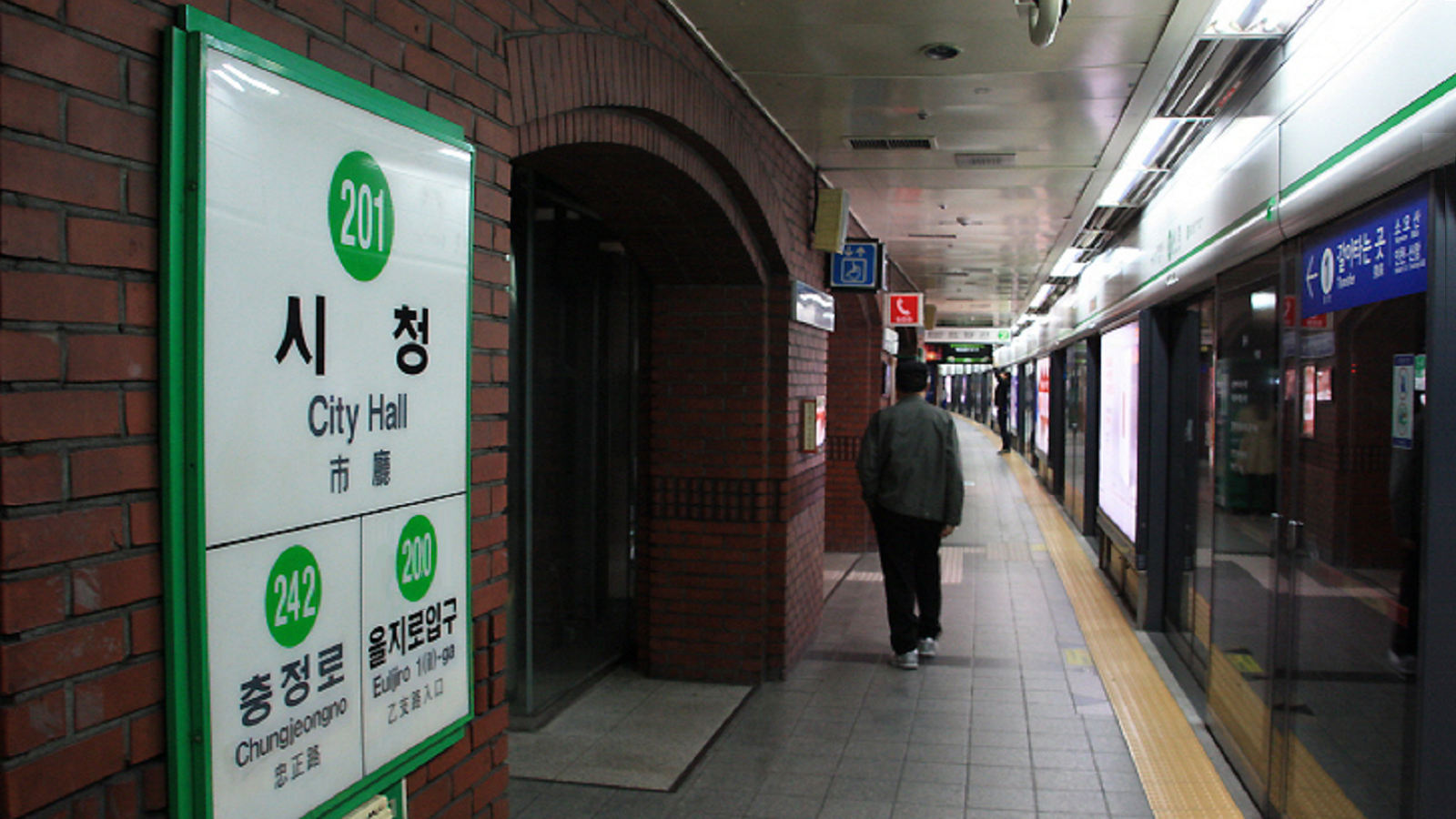
Sân ga vòng trong của Tuyến 2 (trước khi thay đổi phông chữ, trong thời kỳ Seoul Metro)
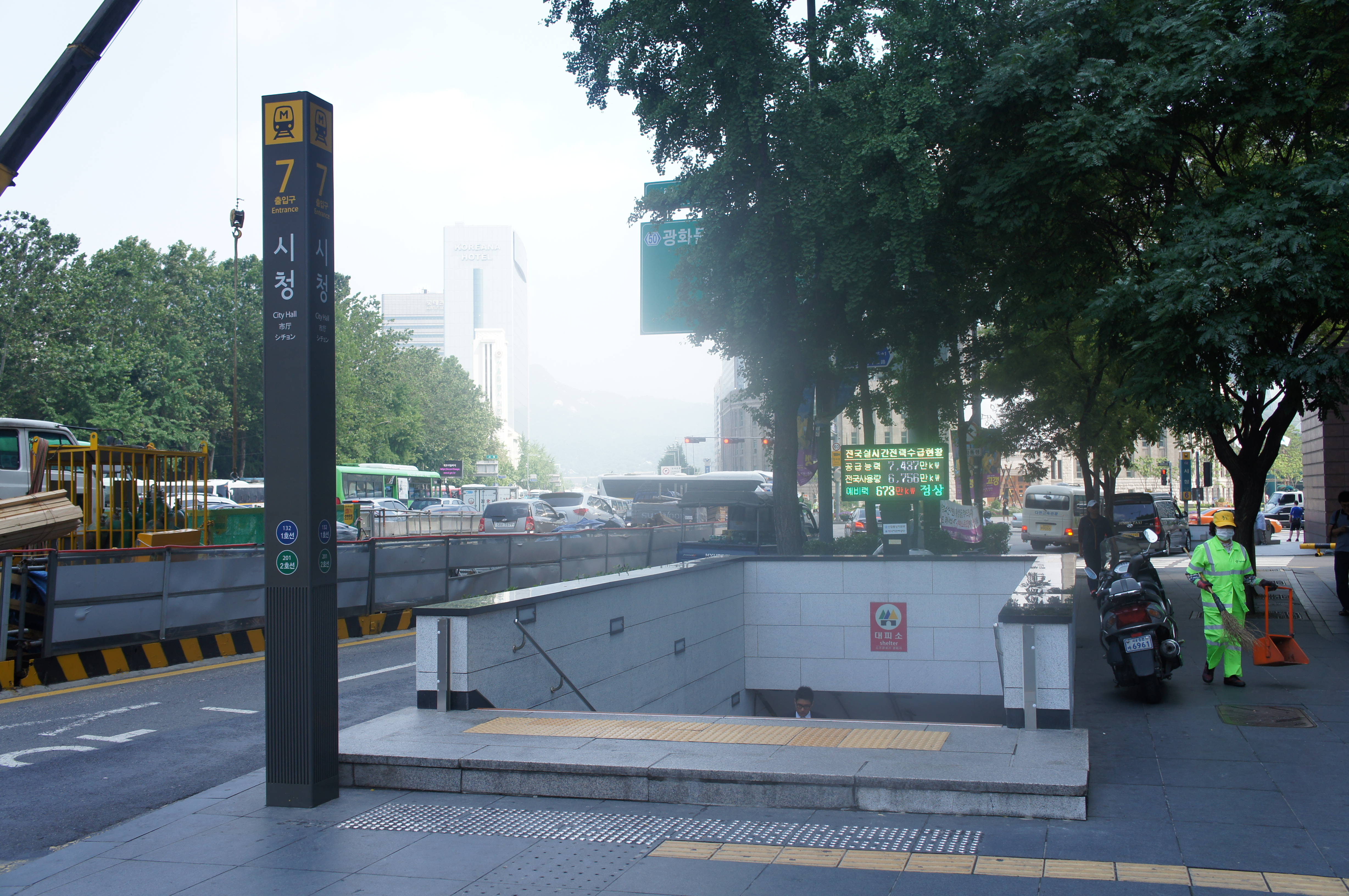
Lối vào 7